# 스히르모니코흐

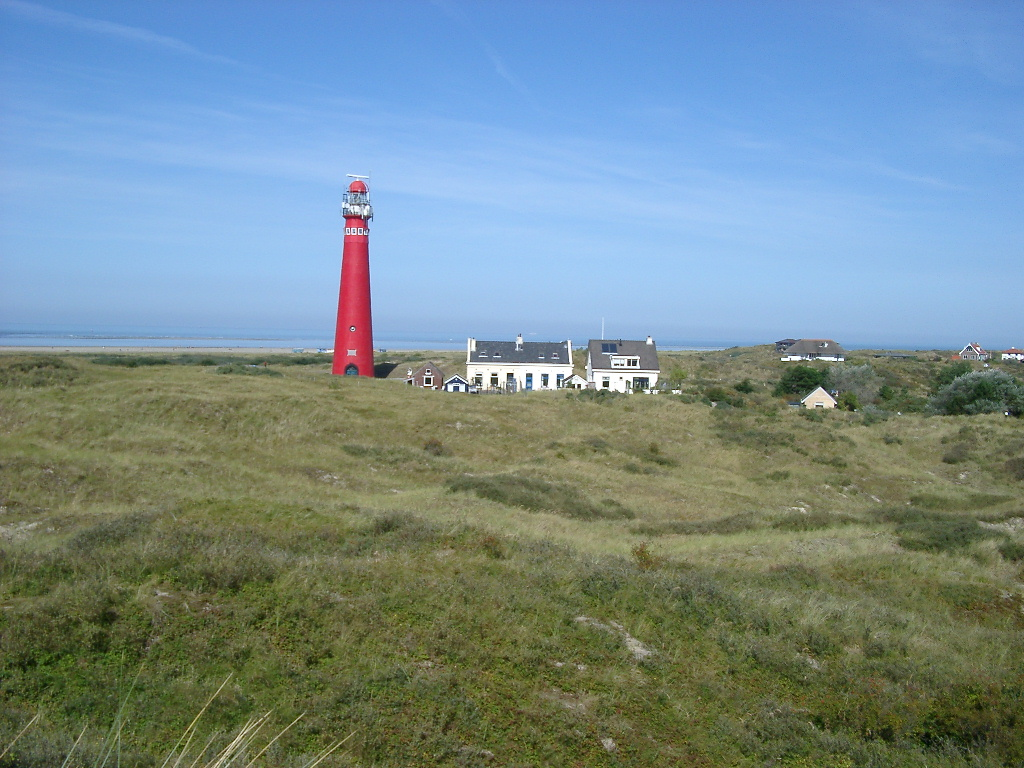
스히르모니코흐

스히르모니코흐의 위치

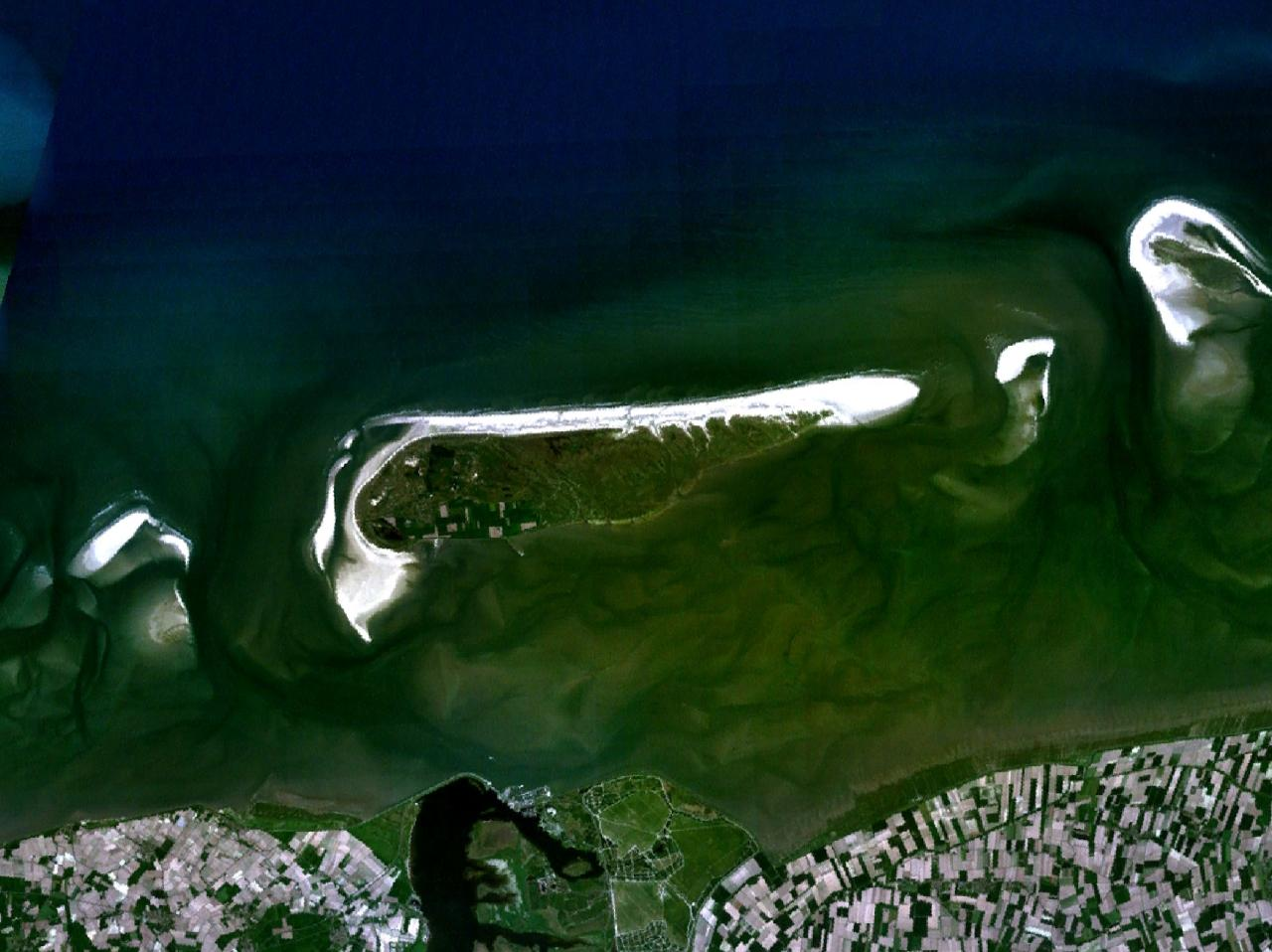
스히르모니코흐 위성 사진

스히르모니코흐(네덜란드어: Schiermonnikoog, 서프리슬란트어: Skiermûntseach)는 네덜란드 프리슬란트주의 도시로 면적은 199.07km2, 높이는 4m, 인구는 942명(2014년 5월 기준), 인구 밀도는 21명/km2이다.

시기
시 문장